# Şeref Eroğlu
Şeref Eroğlu (Kahramanmaraş, 25 novembre 1975) è un ex lottatore turco, specializzato nella lotta greco-romana.

## Palmarès

### Olimpiadi
- 1 medaglia:
  - 1 argento (Atene 2004 nei pesi leggeri)

### Mondiali
- 2 medaglie:
  - 1 oro (Varsavia 1997 nei pesi piuma)
  - 1 argento (Gävle 1998 nei pesi piuma)

### Europei
- 5 medaglie:
  - 4 ori (Atene 1994 nei pesi gallo; Budapest 1996 nei pesi gallo; Minsk 1998 nei pesi piuma; Istanbul 2001 nei pesi gallo)
  - 1 argento (Oulu 1997 nei pesi piuma)

### Giochi del Mediterraneo
- 1 medaglia:
  - 1 bronzo (Languedoc-Roussillon 1993 nei pesi gallo)